# Кнителсхајм
Кнителсхајм (њем. Knittelsheim) општина је у њемачкој савезној држави Рајна-Палатинат. Једно је од 31 општинског средишта округа Гермерсхајм. Према процјени из 2010. у општини је живјело 1.000 становника. Посједује регионалну шифру (AGS) 7334014.

## Географски и демографски подаци
Кнителсхајм се налази у савезној држави Рајна-Палатинат у округу Гермерсхајм. Општина се налази на надморској висини од 121 метра. Површина општине износи 6,4 km². У самом мјесту је, према процјени из 2010. године, живјело 1.000 становника. Просјечна густина становништва износи 157 становника/km².

## Међународна сарадња
| Мјесто                     | Држава   | Врста сарадње | Од    |
| -------------------------- | -------- | ------------- | ----- |
| Морађ                      | Мађарска | контакт       | 2000. |
| Бешаркањ, Ђер-Мошон-Шопрон | Мађарска | партнерство   | 2006. |
| Извор                      |          |               |       |